# Dálnice Bratrství a jednoty
Dálnice Bratrství a jednoty (chorvatsky Autoput Bratstvo i jedinstvo, slovinsky Avtocesta Bratstvo in enotnost, makedonsky Автопат „Братство и единство“) je bývalé označení dnes již několika dálnic, nacházejících se v zemích západního Balkánu, které tvořily před rokem 1991 součást Jugoslávie.

## Trasa
Dálnice měla spojit metropole několika jugoslávských svazových republik. Od severní hranice země s Rakouskem vedla její trasa přes Lublaň do Záhřebu, dále Slavonií do Bělehradu, hlavního města země. Odtud pokračovala jižním směrem přes Šumadii až k jihosrbské Niši a dále do Makedonie, procházela východně od její metropole Skopje a končila na jižních hranicích Jugoslávie s Řeckem v Đevđeliji.

## Historický vývoj

### Stavba socialismu
Po druhé světové válce byla silniční síť v Jugoslávii ve velmi špatném stavu, komunikace pro dálkovou dopravu chyběly, motorizace postupovala a země zaostávala. Proto byl zahájen velký projekt na realizaci této stavby. Účastnilo se jej na 319 155 lidí, brigádníků (domácích i zahraničních) či vojáků. Jugoslávský vůdce Josip Broz Tito několik stavenišť s brigádníky navštívil osobně. Jugoslávskému státu se na výstavbu dálnice nedostávalo mechanizace (na stavbě úseku ze Záhřebu do Bělehradu bylo k dispozici jen 68 buldozerů a 108 traktorů). Většina prací byla vykonána lidmi jejich fyzickou silou, za pomoci lopat a krumpáčů. Hlavní stavební práce probíhaly od roku 1948.
První úsek mezi Záhřebem a Bělehradem byl zprovozněn 27. července 1950 na den povstání chorvatského lidu proti fašistům. Vedl ze Záhřebu směrem na území dnešního Slovinska. V současné době připomíná výstavbu dálnice za pomoci mobilizovaných tisíců dělníků betonový monument v Záhřebu u výpadovky na dálnici. Dálnice však nebyla čtyřproudou vysokokapacitní silnicí v současném slova smyslu, nýbrž moderní dvouproudovou dálkovou silnicí, která vznikala s cílem propojit jednotlivé části Jugoslávie. Vyhýbala se všem hustě osídleným místům; města obcházela obchvaty. Jednotlivá křížení s ostatními silnicemi byla úrovňová, což při hustším provozu znamenalo zpomalení dopravy.
Zatímco na přelomu 40. a 50. let probíhala výstavba především na západě země a podařilo se spojit dvě největší města země (Bělehrad a Záhřeb), po nějakou dobu došlo k přerušení stavebních prací. Investiční náklady na nové dopravní i jiné stavby byly značné (spolu s dálnicí byl prostřednictvím dobrovolnických brigád budován i Nový Bělehrad). V roce 1959 byla zahájena výstavba úseku Paraćin-Niš a Demir Kapija-Negotino. Práce probíhaly poměrně rychlým tempem (jednotlivé úseky byly dávány do provozu v řádu měsíců). V dubnu 1961 byl budován úsek Grdelica-Skopje, v grdelické soutěsce, kde vyžadoval nemalý objem zemních prací. Po roce 1961 byly za pomoci dobrovolnických brigád modernizovány další silnice v zemi, především v centrálním Srbsku.

### Výstavba moderní dálnice

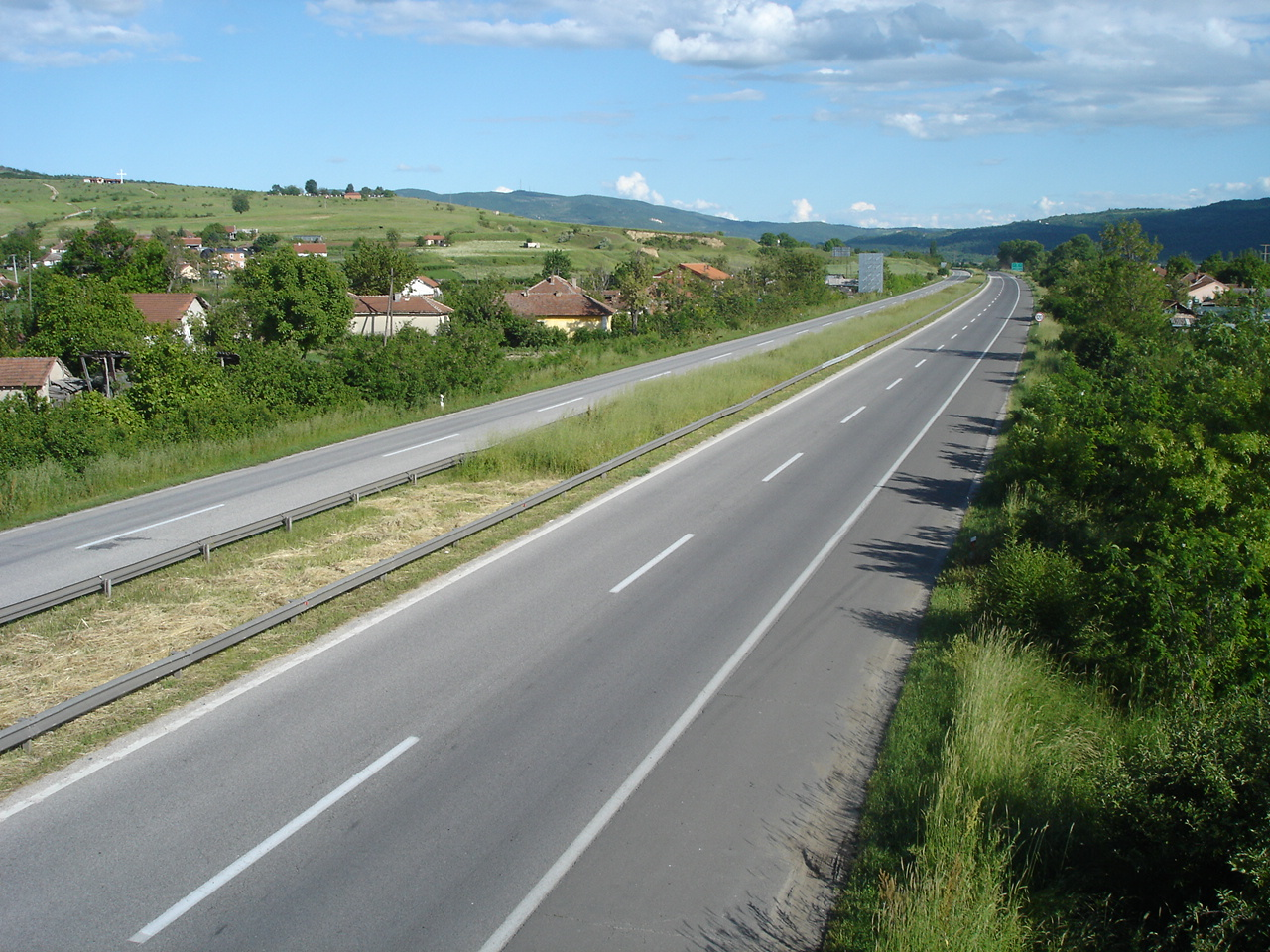
Moderní dálnice na území dnešní Severní Makedonie.

Vzhledem k tomu, že dálnice měla značný mezinárodní význam (de facto hlavní tah přes celou SFRJ ve směru Itálie/Rakousko - Řecko/Turecko, byla využívána také značně i v mezinárodní dopravě. Původní stavba z 50. let proto již po téměř dvaceti letech přestala vyhovovat míře provozu. Množily se četné dopravní nehody. Jugoslávští političtí představitelé se proto rozhodli celou stavbu zmodernizovat, především v úseku Bělehrad - Záhřeb. Vzhledem k tomu, že se však největší část tohoto úseku nacházela na chorvatském území a klíčový ekonomický přínos pro dálnici měla především srbská ekonomika, byla vyjednávání o tom, která svazová republika bude stavbu financovat, plná střetů a konfliktů. Chorvatská strana výstavbu přes 300 km dlouhého[zdroj?] úseku od Záhřebu až po Batrovce bez spoluúčasti federálních subjektů odmítala, a srbští představitelé zafinancovali pouze úsek o délce 40 km ke Sremské Mitrovici[zdroj?]. Do poloviny 80. let tak dálnice vedla ze Záhřebu pouze až k obci Okučani. Problém byl nakonec vyřešen v roce 1989, neboť získal Jugoslávie úvěr od mezinárodních finančních institucí.
Celá dálnice proto před rozpadem země zprovozněna nebyla, některé úseky ve Slovinsku a Makedonii byly dokončeny až v 90. letech; v současné době již chybí dokončit etapy jen velmi krátké. Výstavba moderní dálnice v Severní Makedonii v údolí řeky Vardar probíhala ještě v 2. desetiletí 21. století. Po rozpadu země se celá dálnice rozdělila na několik místních (A3 v Chorvatsku, A2 ve Slovinsku a i úseky v Srbsku a Severní Makedonii mají vlastní označení).